# Ludanice

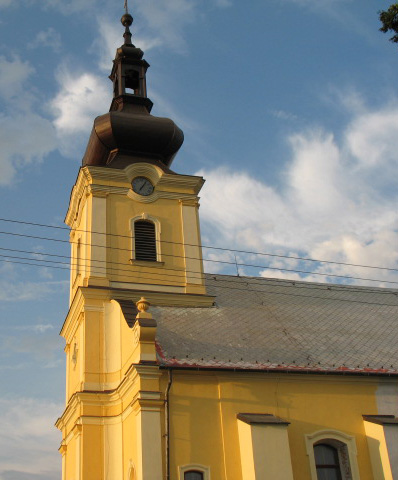
Ludanice

Ludanice (Hongaars: Nyitraludány) is een Slowaakse gemeente in de regio Nitra, en maakt deel uit van het district Topoľčany.
Ludanice telt 1.840 inwoners.